# Abraham Samojlovič Bezikovič
Abraham Samojlovič Bezikovič (rusko Абра́м Само́йлович Безико́вич), ruski matematik, * 24. januar 1891, Berdjansk ob Azovskem morju, Ruski imperij (sedaj Ukrajina), † 2. november 1970, Cambridge, grofija Cambridgeshire, Anglija.
Njegov priimek na Slovenskem velikokrat navajajo tudi kot Besicovitch.

## Življenje in delo
Bezikovič je izhajal iz družine karajtskih Judov. Študiral je na Univerzi v Sankt Peterburgu pri Markovu. Tu je leta 1912 diplomiral. Zatem je začel raziskovati v teoriji verjetnosti. Spreobrnil se je v pravoslavno vero. Leta 1916 se je poročil in se pridružil ruski pravoslavni cerkvi. Leta 1917 so ga imenovali za profesorja v Permu. Tedaj ga je za dve leti zajela državljanska vojna. Leta 1920 je začel službovati na petrograjski univerzi.
Leta 1924 je odšel v København k Bohru s pomočjo Rockefellerjeve štipendije za znanstveno delo. Tu je raziskoval skoraj periodične funkcije, ki nosijo njegovo ime. Po obisku Hardyja v Oxfordu je leta 1926 poučeval na Univerzi v Liverpoolu in leta 1927 na Univerzi v Cambridgeu.
Največ je raziskoval kombinatorične metode in vprašanja iz realne analize, Kakejev problem igle, Hausdorff-Bezikovičevo razsežnost v fraktalni geometriji. Ti dve področji sta se kasneje izkazali za izredno pomembni. Raziskoval je tudi v teoriji mere in v teoriji funkcij kompleksnih in realnih spremenljivk.
Bezikovič je zelo vplival na italijanskega ekonomista Sraffo. Po letu 1940 sta bila oba člana Kolidža Trinity (Trinity College). Vplival je tudi na Lindleyja, enega od ustanoviteljev Bayesovega gibanja v Združenem kraljestvu.
Leta 1950 je na matematični stolici Rousea Balla v Cambridgeu nasledil Littlewooda in se leta 1958 upokojil.